# Coupe ASOBAL 2011-2012
Navigation
Coupe ASOBAL 2010-2011 Coupe ASOBAL 2012-2013
La Coupe ASOBAL 2011-2012 est la 22e édition de la compétition qui a eu lieu les 21 et 22 décembre 2011 dans le Palais des sports de León.
Elle est remportée par le FC Barcelone pour la 7e fois.

## Équipes engagées et formule
Les équipes engagées sont les quatre premières équipes du Championnat d'Espagne 2011-2012 à la fin des matchs aller, à savoir le BM Atlético de Madrid,  le FC Barcelone, le Club Balonmano Ademar León et le BM Valladolid.
Le format de la compétition est une phase finale à 4 (demi-finale, finale) avec élimination directe. L'équipe qui remporte la compétition obtient une place qualificative pour la Ligue des champions 2012-2013.

## Résultats
|  | Demi-finales          | Demi-finales |                |    | Finale | Finale |
|  | Demi-finales          | Demi-finales |                |    | Finale | Finale |
|  |                       |              |                |    |        |        |
|  |                       |              |                |    |        |        |
|  |                       |              |                |    |        |        |
|  | CB Ademar León        | 28           |                |    |        |        |
|  | CB Ademar León        | 28           |                |    |        |        |
|  | BM Atlético de Madrid | 27           |                |    |        |        |
|  | BM Atlético de Madrid | 27           | CB Ademar León | 27 |        |        |
|  |                       |              | CB Ademar León | 27 |        |        |
|  |                       | FC Barcelone | 28             |    |        |        |
|  | FC Barcelone          | FC Barcelone | 28             | 32 |        |        |
|  | FC Barcelone          |              |                | 32 |        |        |
|  | BM Valladolid         | 26           |                |    |        |        |
|  | BM Valladolid         | 26           |                |    |        |        |